# Schweizer Eishockeymeisterschaft 1916/17
Die Saison 1916/17 war die siebte reguläre Austragung der Schweizer Eishockeymeisterschaft. Meister wurde der HC Bern.

## Hauptrunde

### Serie Ost
Der HC Bern qualifizierte sich für das Meisterschaftsfinale.

### Serie West
Der Genève-Servette HC qualifizierte sich für das Meisterschaftsfinale.

## Final
- HC Bern – Genève-Servette HC 3:2